# Xia Xuanze
Xia Xuanze (夏煊澤S, Xià XuānzéP; 5 gennaio 1979) è un ex giocatore di badminton cinese.

## Palmarès

### Olimpiadi
- 1 medaglia:
  - 1 bronzo (Sydney 2000 nel singolo)

### Mondiali
- 1 medaglia:
  - 1 oro (Birmingham 2003 nel singolo)

### Sudirman Cup
- 1 medaglia:
  - 1 oro (Siviglia 2001 a squadre miste)

### Thomas Cup
- 2 medaglie:
  - 2 ori (Giacarta 2004; Sendai-Tokyo 2006)

### Campionati asiatici
- 2 medaglie:
  - 1 oro (Manila 2001 nel singolo)
  - 1 bronzo (Bangkok 2002 nel singolo)